# Święta Serapia
Święta Serapia, również Serafia (łac. Seraphia; ur. w I wieku w Antiochii Syryjskiej, zm. 126 na Awentynie w Rzymie) – rzymska niewolnica, męczennica wczesnochrześcijańska, święta Kościoła katolickiego.

## Życiorys
Kiedy Serapia była dzieckiem, jej rodzina uciekła z Syrii do Italii, aby uniknąć prześladowań chrześcijan w czasach Hadriana. Przygotowywana była do życia zakonnego. Jako młoda kobieta została osierocona. Nie skorzystawszy z ofert zamążpójścia rozdała swój majątek biednym a sama sprzedała się w niewolę. Trafiła do pogańskiej wdowy Sabiny, która pod jej wpływem nawróciła się i przyjęła chrzest. Obie udawały się nocami do rzymskich katakumb, gdzie z obawy przed cesarskimi prześladowcami regularnie gromadzili się chrześcijanie. Kiedy Serapia na rozkaz prefekta Berylla została schwytana i ścięta (niektóre źródła podają śmierć przez zachłostanie), św. Sabina pochowała jej ciało. Sabina została stracona w miesiąc później (29 sierpnia ok. 126).
Niektóre źródła datują śmierć św. Serapii na 110 rok, jednakże wówczas były to czasy Trajana.
Jej wspomnienie liturgiczne obchodzone jest 29 lipca (wcześniej 3 września).